# Maurilia atrirena
Maurilia atrirena är en fjärilsart som beskrevs av George Francis Hampson 1918. Maurilia atrirena ingår i släktet Maurilia och familjen trågspinnare. Inga underarter finns listade i Catalogue of Life.